# Генуэзская конференция
Генуэзская конференция (англ. Genoa Conference, итал. Conferenza di Genova, фр. Accords de Gênes, нем. Konferenz von Genua) — международная встреча по экономическим и финансовым вопросам в Генуе (Италия) 10 апреля — 19 мая 1922 года при участии представителей 29 государств и 5 британских доминионов. Конференция имела большое значение для правительства РСФСР, которое не имело тогда международного признания.

## Советская делегация на Генуэзской конференции
Председателем делегации РСФСР был назначен Владимир Ленин, заместителем — Георгий Чичерин, который в Генуе, куда Ленин не выезжал, пользовался всеми правами председателя.
В состав делегации также входили: Леонид Красин, Максим Литвинов, Вацлав Воровский, Ян Рудзутак, Адольф Иоффе, Христиан Раковский, Нариман Нариманов, Буду Мдивани, Александр Бекзадян, Александр Шляпников, Файзулла Ходжаев, Тимофей Сапронов, Николай Янсон. Делегация представляла не только РСФСР, но также и все прочие советские республики: Азербайджанскую, Армянскую, Белорусскую, Бухарскую, Грузинскую, Украинскую, Хорезмскую, а также интересы Дальневосточной республики. Протокол от 22 февраля 1922 года передал РСФСР все права представительства этих восьми республик на Генуэзской конференции. В этом протоколе было указано, что хотя республики независимы, но их связывают с РСФСР «неразрывные братские и союзные связи».
США, отказавшиеся участвовать в работе конференции, были представлены на ней наблюдателем — послом в Италии Ричардом Чайлдом.
Из делегатов западных государств наиболее активную роль играли Дэвид Ллойд Джордж, Джордж Керзон (Великобритания), Йозеф Вирт, Вальтер Ратенау (Германия), Луиджи Факта (Италия), Луи Барту, Камиль Баррер (Франция).
Официальной целью конференции было изыскание мер «к экономическому восстановлению Центральной и Восточной Европы». Но главным вопросом, стоявшим на конференции, был, по существу, вопрос об отношениях между РСФСР и капиталистическим миром после провала попыток свержения советской власти путем военной интервенции.
Специальный комитет экспертов, работавший в Лондоне с 20 по 28 марта 1922, подготовил проект резолюции, в которой от Советской России требовалось признать все долги, финансовые обязательства предыдущих правительств России, принять на себя ответственность за все убытки от действий как советского, так и предшествующих ему правительств или местных властей. От Советской России потребовали уплаты 18,5 миллиарда золотых рублей довоенных и военных долгов, то есть фактически западные страны рассчитывали использовать экономические ресурсы Советской России для решения своих послевоенных экономических проблем.
Советская делегация отвергла эти требования и, в свою очередь, выдвинула контрпретензии о возмещении Советскому государству убытков, причиненных иностранной интервенцией и блокадой в размере 39 миллиардов золотых рублей.
Вместе с тем, желая найти почву для соглашения и восстановления экономических связей с западными государствами, советская делегация на Генуэзской конференции 20 апреля 1922 года заявила, что Советское правительство готово признать довоенные долги и преимущественное право за бывшими собственниками получать в концессию или аренду ранее принадлежавшее им имущество при условии признания Советского государства де-юре, оказания ему финансовой помощи и аннулирования военных долгов и процентов по ним.
О том, в какую сумму большевики оценили национализированный иностранный капитал можно судить по служебной записке Г. В. Чичерина от 2 марта 1922 года: «До начала революции в России числилось 327 предприятия с иностранным капиталом, с общим акционерным капиталом приблизительно в 1.300.000.000 рублей. Главная масса иностранного капитала 989.800.000 р. инвестирована в горной, горнозаводской и металлообрабатывающей промышленности, 152.300.000 р. вложено в электротехническую промышленность. Если исключить Польшу, Литву, Латвию и Эстонию, предприятий с иностранным капиталом на долю России
придется 263 с основным капиталом около 1.168.000.000 рублей. Бельгийско-французских капиталов вложено 622 миллиона рублей, германских — 378 миллионов рублей, английских — 226 миллионов рублей. Как видите, ничего безбрежного нет».
Российская делегация внесла предложение о всеобщем разоружении.
Советская сторона настаивала на участии в конференции Черногории, включённой после Первой мировой войны в состав Югославии, где тогда велось партизанское движение против югославских властей. Кроме того, советская сторона требовала включения в повестку конференции вопроса о прекращении помощи белой эмиграции.
Вопросы, поднимавшиеся на конференции, разрешены не были; часть из них была перенесена на Гаагскую конференцию 1922 года.
В ходе Генуэзской конференции советскому правительству удалось заключить Рапалльский договор с Германией.

## Реакция на конференцию
Участие большевиков в конференции вызвало негодование в среде русской эмиграции. Проходившее в ноябре 1921 года Заграничное Собрание Русских Церквей (известное в литературе как Первый Всезарубежный Собор Русской Православной Церкви за рубежом) приняло в декабре специальное Обращение к конференции, написанное митрополитом Антонием (Храповицким), где отрицалась законность советской власти представлять народ России.